# Völs
Völs är en köpingskommun i distriktet Innsbruck-Land i förbundslandet Tyrolen i Österrike. Kommunen har 7 275 invånare (2024). Den gränsar till Tyrolens huvudstad Innsbruck.